# Desmodium scopulorum
Desmodium scopulorum är en ärtväxtart som beskrevs av Sereno Watson. Desmodium scopulorum ingår i släktet Desmodium och familjen ärtväxter. Inga underarter finns listade i Catalogue of Life.